# 흰점복
흰점복은 복어목 참복과의 물고기이다. 북서 태평양에서는 최대 수심 20m의 얕은 깊이에서 발견된다. 그것은 참복속의 다른 품종처럼 테트로도톡신을 함유한다.

## 같이 보기
- 복섬